# Mountainbike-Weltmeisterschaften 1993
Im Jahre 1993 wurden die 4. Mountainbike-Weltmeisterschaften offiziell unter der Flagge des Weltradsportverbandes UCI in Métabief in Frankreich ausgetragen.

## Cross Country

### Männer
| Platz | Land | Athlet              |
| ----- | ---- | ------------------- |
| 1     | DEN  | Henrik Djernis      |
| 2     | NED  | Marcel Gerritsen    |
| 3     | DEN  | Jan Erik Østergaard |

### Frauen
| Platz | Land | Athletin               |
| ----- | ---- | ---------------------- |
| 1     | ITA  | Paola Pezzo            |
| 2     | FRA  | Jeannie Longo-Ciprelli |
| 3     | USA  | Ruthie Matthes         |

## Downhill

### Männer
| Platz | Land | Athlet            |
| ----- | ---- | ----------------- |
| 1     | USA  | Mike King         |
| 2     | ITA  | Paolo Caramellino |
| 3     | USA  | Myles Rockwell    |

### Frauen
| Platz | Land | Athletin         |
| ----- | ---- | ---------------- |
| 1     | ITA  | Giovanna Bonazzi |
| 2     | USA  | Kim Sonier       |
| 3     | USA  | Missy Giove      |